# William Gilbert
William Gilbert (24. května 1544, Colchester – 30. listopadu 1603, Londýn), byl anglický lékař a vědec. Je považován za otce vědy o elektřině a magnetismu. Názvy jako „elektřina“, „elektrická síla“ a „elektrická přitažlivost“ pocházejí právě od něho.

## Život
Jeho otec byl soudce. Vystudoval lékařství na Saint John College v Cambridge a v Oxfordu. V roce 1569 zahájil lékařskou praxi. V roce 1600 se stal prezidentem Royal College of Physicians. Byl osobním lékařem královny Alžběty I. a jejího následníka Jakuba I. (1566 - 1625), syna Marie Stuartovny, jež byla sestřenicí královny Alžběty. K fyzice ho přivedly až četné cesty po Evropě.
Byl celoživotním starým mládencem. Zemřel na mor.

## Dílo
Roku 1600 publikoval první a zároveň také nejvýznamnější knihu postihující fenomén elektřiny a magnetismu – De Magnete, Magneticisque Corporibus et de Magno Magnete Tellure (O magnetu, magnetických tělesech a velkém magnetu zemském). V šesti dílech popsal šest stovek pokusů s magnety a elektřinou, a to tak přesně, že jsou i dnes snadno replikovatelné. Zelektrizoval mnohé látky, například jantar. Následně usoudil, že přitažlivá síla magnetu a takto zelektrizovaného jantaru nemá stejnou fyzikální povahu, což ovšem nebylo zcela správné. Objevil ale, že elektrický náboj i magnetickou přitažlivost těles lze zrušit vystavením ohni. Zavedl pojem magnetické indukce. Revoluční byly zejména jeho závěry o magnetismu planety. Definoval magnetické póly Země a spočítal, že leží nedaleko zeměpisných pólů – a proto také funguje kompas. Do té doby stále vládla představa, že někde u severního pólu se tyčí obrovské magnetické hory, k nimž vlastně střelka kompasu ukazuje. Než učinil tento převratný objev ohledně magnetických pólů Země testoval při námořnických plavbách i hypotézy, které dnes znějí trochu úsměvně, např. jestli blízkost česneku vychýlí střelku kompasu.
Sestrojil první elektroskop (Gilbertovo versorium).
Jeho bratr vydal po Williamově smrti, roku 1651, nedokončené, ale závažné dílo De Mundo Nostro Sublunari Philosophia Nova, kde se zabývá astronomií a hájí Koperníkův heliocentrismus a také Koperníkův názor, že Země se otáčí kolem své osy. Přitažlivé síly mezi planetami ovšem vysvětloval striktně magnetismem (ostatně ještě i Galileo tak činil).
Gilbert (značka Gb) je dnes již nepoužívaná jednotka magnetického či magnetomotorického napětí (1 Gb = 0,795775 A).